# Marco Travaglio
Marco Travaglio (Torino, 13 ottobre 1964) è un giornalista, saggista e opinionista italiano, dal 3 febbraio 2015 direttore responsabile de il Fatto Quotidiano nella sua edizione cartacea.
Specializzato nella cronaca giudiziaria e nell'attualità politica, spazia dalla lotta alla mafia ai fenomeni di corruzione. Con lo scoppio dei conflitti russo-ucraino del 2022 e israelo-palestinese del 2023, ha allargato il suo raggio di approfondimento saggistico e giornalistico anche alla geopolitica e alle relazioni internazionali. 
È divenuto – dal lato giornalistico, saggistico e mediatico – una fra le figure più rappresentative dell'antiberlusconismo, a cominciare dall'intervista che nel marzo del 2001 rilasciò a Daniele Luttazzi durante il programma televisivo Satyricon, nella quale – presentando il saggio L'odore dei soldi da lui stesso scritto assieme a Elio Veltri – per primo sottolineò in televisione le dubbie origini del patrimonio di Silvio Berlusconi, con ciò indirettamente provocando la sospensione dello show di Luttazzi e, tempo dopo, anche l'allontanamento dalla Rai del conduttore (conseguenza a sua volta del cosiddetto "editto bulgaro", cioè della dichiarazione pubblica con cui Berlusconi, tornato nel frattempo Presidente del Consiglio, oltre a Luttazzi attaccò anche i giornalisti Enzo Biagi e Michele Santoro, di fatto causando la cancellazione dai palinsesti Rai dei programmi da loro condotti). In seguito Travaglio è stato anche fra i più accesi detrattori della politica di Matteo Renzi e del suo governo (2014-2016).

## Biografia
Marco Travaglio è nato il 13 ottobre 1964 a Torino, figlio di un geometra torinese, «progettista di treni alla Fiat Ferroviaria»; suo fratello, Franco Travaglio, è autore, regista e librettista di musical moderno. Dopo aver conseguito la maturità classica presso il liceo salesiano Valsalice di Torino con la votazione di 58/60, si è laureato in lettere moderne con una tesi in storia contemporanea presso l'Università degli Studi di Torino all'età di trentadue anni, dopo esser già divenuto, nel 1986, giornalista professionista. Ha cominciato la propria attività come giornalista freelance in piccole testate di area cattolica, come Il nostro tempo, dove lavorava all'epoca anche Mario Giordano.

### La collaborazione con Indro Montanelli
- 1987-1994: il Giornale
- 1994-1995: La Voce
- 1998-2002: la Repubblica
- 2002-2009: l'Unità
- 2009-oggi: Il Fatto Quotidiano

Ha collaborato anche con La Gazzetta dello Sport, Sette, Cuore, Il Messaggero, Il Giorno, L'Indipendente, Il Borghese, la Padania, L'Espresso, MicroMega, A, linus, Giudizio Universale e La voce del ribelle

#### Il Giornale
A Il nostro tempo conobbe Giovanni Arpino, che lo presentò a Indro Montanelli. Questi, alla vigilia di Pasqua del 1987, lo chiamò a collaborare a il Giornale come vice-corrispondente da Torino, incarico che durò fino al 1992. In quell'anno, rifiutò una proposta di ingaggio a la Repubblica, motivando molti anni dopo tale scelta col fatto che, considerandosi convinto anticomunista, non apprezzava la vicinanza politica all'area di sinistra del quotidiano romano. Tuttavia, si espresse sulla medesima scelta anche nelle introduzioni dei libri che ha dedicato a Montanelli: in essi, raccontò di essere stato intenzionato ad accettare a malincuore l'offerta di Repubblica per via del trattamento economico offerto (essendo in vista del matrimonio) e per via del fatto che il direttore generale de "Il Giornale" gli aveva garantito non esservi possibilità di assunzione al momento; ma quest'ultima posizione cambiò dopo una scenata del direttore.
Scelse, allora, di rimanere con Montanelli, che così lo assunse stabilmente nella sua redazione.

#### La Voce
Marco Travaglio lavorò per il Giornale fino al 1994, quando, insieme ad altri cinquanta redattori, lo lasciò per seguire Montanelli a La Voce, il nuovo quotidiano che questi costituì dopo aver abbandonato il Giornale, da lui fondato venti anni prima. Durante l'esperienza a La Voce ebbe modo di collaborare con Enzo Biagi per il programma televisivo Il Fatto, su Rai Uno. Al tempo Travaglio curava nel quotidiano di Montanelli la rubrica Una voce poco fa, in cui dava evidenza delle contraddizioni in cui incappavano uomini politici con le loro dichiarazioni; la collaborazione con Biagi nacque dalla volontà di quest'ultimo di sceneggiare tali pezzi all'interno della sua trasmissione.
Con riferimento al periodo di collaborazione con il Giornale e La Voce, Montanelli, nella prefazione a un libro di Travaglio, ebbe a scrivere di lui:
(Indro Montanelli, Prefazione a Il pollaio delle libertà. Detti, disdetti e contraddetti, di Marco Travaglio, Vallecchi Editore, 1995)

### Il periodo conla Repubblica
Dopo la chiusura de La Voce, nel 1995, Travaglio ebbe collaborazioni come freelance con diversi quotidiani e periodici, fra cui Sette, Cuore, Il Messaggero, Il Giorno, L'Indipendente, Il Borghese, la Padania e ancora con il programma di Enzo Biagi Il Fatto. Nel 1997, in occasione del 25º anniversario della morte del commissario Luigi Calabresi, curò sul settimanale di destra Il Borghese la pubblicazione, in versione integrale e a puntate, delle intercettazioni telefoniche al movimento Lotta Continua (che coinvolgevano fra gli altri Gad Lerner, Giuliano Ferrara, Andrea Marcenaro e Luigi Manconi), riguardanti le telefonate avvenute il giorno seguente l'arresto di Adriano Sofri per l'accusa di essere il mandante dell'omicidio Calabresi. Sempre nel 1997 collaborò per qualche mese con la Padania, neonato quotidiano ufficiale della Lega Nord.
Nel 1998 veniva assunto a la Repubblica come redattore ordinario a Torino per la cronaca giudiziaria. Nel 2001 con il quotidiano romano concordò poi un contratto da collaboratore fisso, che proseguì solo fino al 2002. Per la Repubblica tenne una rubrica on-line dal titolo Carta canta, uno spazio in cui sottolineava le incoerenze dei politici italiani, dei commentatori e dei suoi colleghi, attingendo dalle fonti archivistiche giornalistiche. Sempre per il quotidiano fondato da Scalfari curò ancora, nell'edizione cartacea torinese, una rubrica di posta coi lettori intitolata Il Cittadino.
Intervista di Daniele Luttazzi
È del periodo in cui è redattore torinese a la Repubblica la sua clamorosa intervista rilasciata a Daniele Luttazzi alla trasmissione Satyricon, in onda il 14 marzo 2001 su Rai 2. Tale evento lo renderà famoso al pubblico televisivo e lo metterà al centro di aspre polemiche e dibattiti sulla libertà d'informazione e di stampa e sulla censura della satira in Italia. Qui, due mesi prima delle elezioni politiche del 2001, il giornalista presenta il suo libro-inchiesta L'odore dei soldi, scritto con Elio Veltri, in cui è affrontata l'origine dell'arricchimento di Silvio Berlusconi e sono presentati documenti su atti processuali che descrivono possibili coinvolgimenti del Cavaliere e del suo stretto collaboratore Marcello Dell'Utri con esponenti di Cosa nostra. Dopo quell'intervista vari soggetti (Silvio Berlusconi, Forza Italia, Mediaset, Fininvest i principali) intenteranno in totale 8 cause civili per danni contro gli autori e l'editore del libro, nonché contro i responsabili della trasmissione Rai; tutte le cause si concluderanno con il respingimento di tali domande. Dopo quell'intervista il programma dello showman sarà sospeso per una settimana e nella stagione successiva rimosso dai palinsesti Rai tra mille polemiche, che rinfocoleranno ulteriormente a distanza di un anno quando il Cavaliere – ormai presidente del Consiglio – pronuncerà in conferenza stampa da Sofia il cosiddetto "editto bulgaro".

### Il periodo conL'Unità

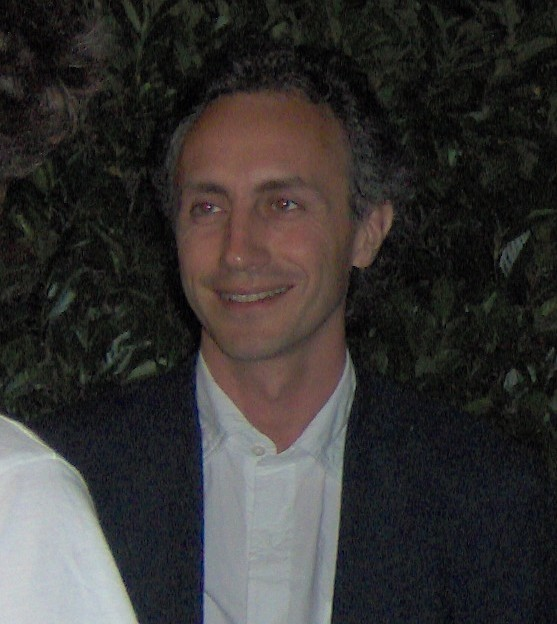
Marco Travaglio nel 2006

Nel settembre 2002, chiamato dai direttori Furio Colombo e Antonio Padellaro, Travaglio inizia una collaborazione con l'Unità come editorialista e commentatore, fino al 2009.
Per il quotidiano Travaglio ha curato una rubrica satirica, originariamente intitolata Bananas, in riferimento, sia al film Il dittatore dello stato libero di Bananas di Woody Allen, sia alla frase del 2001 di Gianni Agnelli sulle opinioni di alcuni giornali stranieri riguardo a un'eventuale vittoria elettorale di Silvio Berlusconi: «La cosa che mi è dispiaciuta è che alcuni giornali stranieri hanno dato giudizi sul possibile presidente del Consiglio, rivolgendosi al nostro elettorato come all'elettorato di una repubblica delle banane». Con l'avvento del governo Prodi la rubrica ha poi cambiato nome in Uliwood Party, in riferimento al film Hollywood Party e alla coalizione politica di centro-sinistra L'Ulivo. Nel 2007 questa rubrica ha portato il suo autore a vincere il Premio Satira Politica di Forte dei Marmi.
Dopo le elezioni politiche del 2008 la sua rubrica si trasforma in Ora d'Aria, e, dall'ottobre 2008, in seguito alla riduzione di formato de l'Unità susseguente alla nomina di Concita De Gregorio come nuovo direttore, ne veniva ridotta la pubblicazione al solo lunedì. Contestualmente, per gli altri giorni della settimana, cura una nuova rubrica più breve, in terza pagina, dal nome Zorro, in onore del programma radiofonico di Oliviero Beha Radio Zorro. Il 29 giugno 2009 Travaglio si congeda dai suoi lettori de l'Unità preannunciando il suo passaggio al nuovo giornale, il Fatto Quotidiano: la rubrica Zorro termina il 30 giugno mentre Ora d'Aria chiude definitivamente a settembre.
In una puntata della trasmissione Annozero di Michele Santoro ha anche espresso il suo parere negativo nei confronti della riforma Mastella – approvata all'unanimità dalla Camera nell'aprile 2007 (447 Sì, nessun No, 7 astenuti) e mai approvata al Senato per l'anticipata interruzione della XV Legislatura – da lui considerata una "legge bavaglio", poiché fortemente limitativa nell'utilizzo da parte dei giornalisti delle intercettazioni telefoniche. Nel dicembre 2007 si è anche espresso negativamente sull'ipotesi di concessione della grazia all'ex funzionario del Sisde Bruno Contrada, condannato a dieci anni per concorso esterno in associazione mafiosa. A causa di questa posizione è stato duramente contestato da Giuliano Ferrara su Il Foglio.
L'8 settembre 2007 ha partecipato con un lungo intervento alla manifestazione V-Day organizzata da Beppe Grillo in Piazza Maggiore a Bologna. Il 25 aprile 2008 ha aderito al V2-Day, partecipando alla manifestazione in Piazza San Carlo a Torino. Nel 10 maggio 2008, nel corso della trasmissione condotta da Fabio Fazio sulla terza rete televisiva della Rai, Travaglio ha parlato del neopresidente del Senato di allora Renato Schifani, eletto nelle liste del PdL, in riferimento a rapporti societari con persone a vario titolo collegate con attività mafiose. Da questo intervento è nato un "caso" molto discusso nei media con forti prese di posizione da entrambe le parti. Per queste affermazioni Schifani ha querelato Travaglio. L'8 luglio 2008 ha partecipato al No Cav Day, organizzato da Paolo Flores d'Arcais, Furio Colombo e Pancho Pardi per protesta contro le cosiddette "leggi canaglia" varate nei primi mesi del governo Berlusconi IV. Oltre a lui e agli organizzatori, sul palco si sono alternati Antonio Di Pietro, Sabina Guzzanti, Rita Borsellino, Moni Ovadia e, in video conferenza, Beppe Grillo.
L'associazione nazionale dei giornalisti tedeschi (DJV, Deutscher Journalisten-Verband) gli ha conferito nel 2009 il "premio per la libertà di stampa": Pressefreiheit Preis. La decisione è stata accompagnata da una dichiarazione del presidente dell'associazione Michael Konken: «Onoriamo in Marco Travaglio un collega coraggioso e attento, che si impegna contro tutti gli ostacoli per difendere la libertà di stampa in Italia».

### La fondazione deIl Fatto Quotidiano

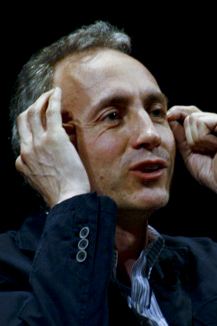
Marco Travaglio a Perugia nel 2011

Il 30 giugno 2009 conclude la collaborazione con l'Unità, per partecipare alla fondazione de il Fatto Quotidiano, giornale nato il 23 settembre 2009 sotto la direzione di Antonio Padellaro e che vede Travaglio nella carica di vicedirettore. La compagine sociale del giornale comprendeva lo stesso Travaglio, il direttore Padellaro e altri giornalisti membri della redazione.
Il 17 febbraio 2010 gli viene assegnato il Premiolino.
Il 3 febbraio 2015 il consiglio di amministrazione del Fatto delibera la sua nomina come nuovo direttore del giornale succedendo a Padellaro, che rimane editorialista e viene nominato presidente della Società Editoriale il Fatto.

### Televisione
Il 14 marzo 2001 viene invitato da Daniele Luttazzi alla trasmissione Satyricon (Rai Due). L'intervista verte sul libro-inchiesta L'odore dei soldi, da lui scritto con Elio Veltri, e scatena vivaci polemiche rendendolo famoso. L'intervista a Marco Travaglio a Satyricon precedette in ordine cronologico l'editto bulgaro di Silvio Berlusconi contro Luttazzi.
La presenza come collaboratore in trasmissioni d'informazione televisiva è in seguito caratterizzata dalla cooperazione col giornalista Michele Santoro, col quale formò un sodalizio dal 2006 al 2015. Negli anni sono emerse frizioni e divergenze tra i due - acuitesi in particolare  nella puntata di Servizio Pubblico, dell'ottobre 2014, dedicata all'alluvione di Genova. In questa puntata, si venne a creare un diverbio tra Travaglio e Claudio Burlando, allora presidente della Regione Liguria, che culminò con l'uscita di Travaglio dallo studio televisivo.
Dal 14 settembre 2006 al giugno 2011 fu collaboratore fisso di Santoro nella trasmissione di approfondimento politico di Rai 2 Annozero, dove ogni anno ha presentato una rubrica personale, e nel 2008 e 2009 ne ha curato la copertina. I monologhi riflessivi di Travaglio all'interno del programma sono stati riconosciuti tra i momenti di maggiore apprezzamento da parte del pubblico televisivo, in cui lo share mediamente accresce di 4 o 5 punti.
Sempre con Santoro, nel marzo 2010, Marco Travaglio partecipa a Raiperunanotte, programma realizzato dalla FNSI e USIGRai e trasmesso dal PalaDozza di Bologna in diretta streaming sul web e su diverse emittenti digitali e analogiche, realizzata da Santoro per aggirare la sospensione della messa in onda dei talk show politici della RAI, imposta in occasione delle elezioni regionali del 2010. Esperienza analoga viene riproposta con l'evento Tutti in piedi! realizzato da Santoro in collaborazione con la FIOM in occasione della festa dei suoi 110 anni, presso la quale Marco Travaglio è nuovamente ospite, davanti a un pubblico di 25.000 persone, nel parco di Villa Angeletti a Bologna.
La collaborazione fra Travaglio e Michele Santoro si rinnovò ancora, dal 2011 al 2015, con la trasmissione Servizio pubblico. La trasmissione nacque dalle ceneri del talk-show Annozero, dopo l'interruzione del rapporto di lavoro tra Santoro e la Rai, seguendo nella prima stagione ancora una volta il modello multipiattaforma di televisioni locali, Internet e il canale satellitare Sky TG24. Dall'autunno 2012 la trasmissione andò in onda settimanalmente su LA7. L'8 maggio 2014 iniziò la trasmissione Announo, format condotto da Giulia Innocenzi, alla quale Travaglio partecipò con la sua rubrica di commento ai fatti della settimana.
Dal 2015 Travaglio prosegue la sua collaborazione su LA7, come ospite fisso a Otto e mezzo e come opinionista ricorrente a Dimartedì e Tagadà. Dal 2019 è ospite fisso ad Accordi&Disaccordi su Nove. Dal 2020 conduce, prima su TvLoft poi su TIMvision il quiz Cartacanta, affiancato da Selvaggia Lucarelli. Nello stesso anno ha partecipato al programma RAI Una pezza di Lundini in cui ironicamente ha affermato di essere il reale conduttore del programma, spacciandosi per l'emergente comico romano Valerio Lundini.

#### Partecipazioni televisive
- Annozero, Rai 2 (2006-2011) – ospite fisso
- Otto e mezzo, LA7 (2008-in corso) – ospite ricorrente
- Servizio pubblico, LA7 (2011-2015) – ospite fisso
- La gabbia, LA7 (2013-2017) – ospite ricorrente
- Announo, LA7 (2014-2015) – ospite ricorrente
- Dimartedì, LA7 (2015-in corso) – ospite ricorrente
- Mezz'ora in più, Rai 3 (2016- in corso) – ospite occasionale
- Tagadà, LA7 (2018-in corso) – ospite occasionale
- Accordi&Disaccordi, Nove (2019-in corso) – ospite fisso
- Cartacanta, Loft, TIMvision, Nove (2020 - in corso) – conduttore
- Una pezza di Lundini, Rai 2 (2020) – ospite
- Voice Anatomy, Rai 2 (2021) – ospite

### Periodici, settimanali e riviste
Nel contesto degli outlet legati al mondo della carta stampata, Marco Travaglio ha collaborato sin dagli anni novanta a varie pubblicazioni italiane: il settimanale Sette (allegato del Corriere della Sera), Cuore (inserto satirico de L'Unità in seguito messosi in proprio), e Il Borghese.
Su L'Espresso arrivò nel 1997, per volere dell'allora direttore Claudio Rinaldi e di Giampaolo Pansa, con due rubriche: una sui voltagabbana e l'altra sulle sciocchezze dette dai politici. Entrambe le rubriche gli furono tolte dal successivo direttore, Giulio Anselmi. Nel 2007, alla morte di Claudio Rinaldi, ne ha ereditato la sua rubrica Signornò. Con la direzione de l'Espresso di Bruno Manfellotto la sua rubrica, chiamata Carta canta, occupò l'intera pagina. Dal secondo semestre del 2013 la sua collaborazione a l'Espresso si diradò, venendo pubblicata solo a settimane alterne. Sul numero del 20 febbraio 2015 è uscito l'ultimo articolo della rubrica, chiudendo una collaborazione alla testata durata complessivamente 18 anni.
Marco Travaglio scrive dal 1997 al 2015 anche su MicroMega, rivista italiana di cultura, politica, scienza e filosofia, diretta da Paolo Flores d'Arcais.
Travaglio scrisse sul settimanale A, chiamatovi dall'ultima direttrice Maria Latella, dove tenne dal 2006 la sua rubrica fissa Il Guastafeste fino alla chiusura definitiva del periodico, avvenuta col numero dell'11 luglio 2013.
Ha scritto anche sui periodici Giudizio Universale, Linus e nel 2008 (assieme a Giuseppe Carlotti) sulla rivista La voce del ribelle, fondata e diretta da Massimo Fini.

### Internet
Per quanto riguarda il mondo dell'informazione sul web il giornalista torinese si è da sempre prodigato in molteplici iniziative. Nel 2007, con Peter Gomez e Pino Corrias, ha fondato il blog Voglio Scendere, che ha curato fino a dicembre 2010, trasformatosi poi da quella data nell'attuale Cado in piedi, portale d'informazione gestito dalla casa editrice Chiarelettere. Dal 19 maggio 2008 fino al 27 settembre 2011 ha curato una videorubrica settimanale in diretta streaming sul blog di Beppe Grillo denominata Passaparola, dove commentava generalmente fatti di attualità politica, da settembre 2010 trasmessa anche su Current TV. In termini di numero di visualizzazioni su YouTube Passaparola è stata costantemente nella top 5 dei video italiani settimanali per la categoria "Notizie e politica". Dal 2018 cura una rubrica settimanale dal nome “Balle Spaziali” sul portale web “Loft” de “Il Fatto Quotidiano”. Nella suddetta rubrica critica alcune notizie apparse sui vari media dal punto di vista della veridicità.

### Cinema
Nel 2003 e nel 2005 Marco Travaglio compare nei film-documentari Citizen Berlusconi di Andrea Cairola e Susan Gray e Viva Zapatero! di Sabina Guzzanti.
Sempre nel 2005 collabora come consulente alla sceneggiatura del film Bye Bye Berlusconi!, di Jan Henrik Stahlberg. Nel 2006 compare nel film Shooting Silvio di Berardo Carboni nel ruolo di se stesso, ed afferma che uccidere Silvio Berlusconi non è un rimedio al berlusconismo. Nell'ottobre 2007 registra un'intervista sul Partito Democratico e le relative elezioni primarie per il film Visto dal basso di Piergiorgio Bellocchio. Nel 2008 fa una breve apparizione nel documentario Libera nos a malo di Fulvio Wetzl, sulle infiltrazioni mafiose in Basilicata.
Nel 2009 compare nel documentario Tutti giù per aria di Francesco Cordio, prodotto da Alessandro Tartaglia Polcini, un ex assistente di volo Alitalia, sulla svendita della compagnia di bandiera avvenuta nel 2008. Nel 2012 partecipa al documentario sulla situazione politica italiana Girlfriend in a Coma. Nel 2013 compare nel documentario Suicidio Italia - Storie di estrema dignità di Filippo Soldi, prodotto da Alessandro Tartaglia Polcini, vincitore nel 2013 del Globo d'Oro come migliore documentario, sul caso dei suicidi in Italia determinati dalla crisi economica. Nel 2013 interpreta se stesso con un cameo nel film di Marco Ponti Passione sinistra, tratto dall'omonimo libro scritto da Chiara Gamberale. Nello stesso anno partecipa, per la prima volta come attore, al film lungometraggio Il venditore di medicine di Antonio Morabito, prodotto da Amedeo Pagani e presentato l'11 novembre fuori concorso al Festival Internazionale del Film di Roma: Travaglio vi compare nel ruolo di un incorruttibile primario di Oncologia, il professor Malinverni, personaggio che occupa un ruolo strategico nella storia, quasi un punto di svolta nello sviluppo della trama.

### Teatro
Nel 2009 e 2010 Marco Travaglio si è esibito in numerosi teatri italiani con lo spettacolo teatrale Promemoria – Quindici anni di storia d'Italia, monologo del quale è stato autore e protagonista.
Dall'aprile 2011 è stato in scena con il suo spettacolo Anestesia totale, di cui è autore e protagonista, insieme all'attrice Isabella Ferrari. Ambientato in una Italia post-berlusconiana venivano prospettate le conseguenze dei decenni appena trascorsi di progressivo sfascio dell'informazione.
Da gennaio 2013, ancora insieme a Isabella Ferrari, Travaglio va in scena nei teatri italiani con il suo spettacolo È Stato la Mafia, incentrato sulle vicende della trattativa Stato-mafia.
Nel 2015 organizza il nuovo spettacolo teatrale Slurp - Lecchini, Cortigiani & Penne alla Bava. La stampa al servizio dei potenti che ci hanno rovinati, con la partecipazione di Giorgia Salari per la regia di Valerio Binasco.
Nel 2016, anno del referendum costituzionale tenutosi il 4 dicembre, Travaglio porta in scena lo spettacolo teatrale PERCHÉ NO - Tutte le bugie sul referenzum, affiancato sempre dall'attrice Giorgia Salari.

### Musica
Nel 2013 collabora con i Two Fingerz nella canzone Vaffancuba e con gli ATPC nel brano Sangue, a cui partecipano anche Luca Morino dei Mau Mau, Bunna degli Africa Unite e Nitto dei Linea 77.

## Orientamento politico

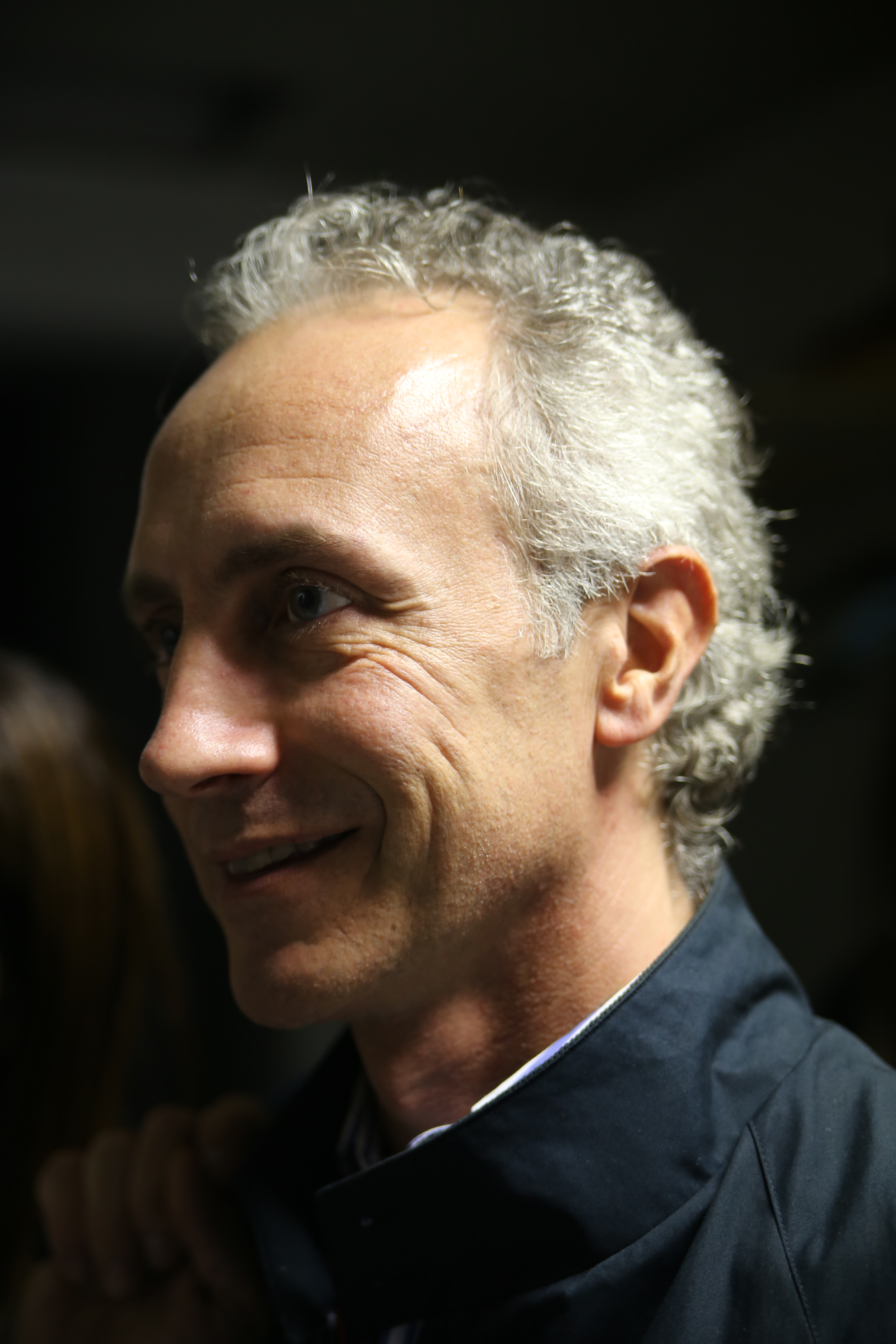
Travaglio nel 2014

Travaglio si definisce un liberale da sempre, o meglio, come lui stesso afferma, "liberal-montanelliano". Nella sua ormai celebre intervista rilasciata a Daniele Luttazzi nella trasmissione Satyricon (2001), ha dichiarato di essere un liberale (precisamente «un allievo di Montanelli») che ha trovato "asilo" nell'area di sinistra, ma che non vi si identifica. In interviste più recenti (2010), confermando tali dichiarazioni, ha ribadito piuttosto di avere posizioni che in altri Paesi sono normalmente rappresentate dalla destra.
In una lettera inviata a il Giornale nel 2007, Travaglio si definisce cattolico e anticomunista.
In un'intervista rilasciata nel 2008 a Claudio Sabelli Fioretti, riportata nel libro Il rompiballe, Travaglio dichiara: «in Francia voterei a occhi chiusi per uno Chirac, un Villepin». «In Germania voterei Merkel sicuro. Mi piacevano molto Reagan e la Thatcher». Ma conclude: «la mia destra non esiste. È immaginaria. È la destra liberale. Cavour, Einaudi, De Gasperi, Montanelli. Tutti morti». Durante la trasmissione di Rai 2 12º round ha dichiarato che nelle elezioni politiche del 2006 ha votato al Senato «senza turarsi il naso per la prima volta»: questo perché l'Italia dei Valori, afferma Travaglio, «mi ha fatto il regalo di candidare una persona che stimo e che mi onora della sua amicizia, Franca Rame».
Sul blog di Antonio Di Pietro, viene pubblicato il 29 marzo 2008 un articolo di Travaglio dove esprime pubblicamente il suo voto ancora a favore dell'Italia dei Valori per le elezioni politiche del 2008, aggiungendo però «in attesa di un nuovo Einaudi o un nuovo De Gasperi», confermando la sua ispirazione liberale. Sul blog Voglioscendere, il 5 giugno 2009, alla vigilia delle elezioni europee ed amministrative 2009, dichiara l'intenzione di sostenere con il voto, ancora una volta, l'Italia dei Valori, perché soddisfatto del suo modo di fare opposizione al governo Berlusconi.
Intervistato da Antonello Piroso il 22 marzo 2011, nella trasmissione Niente di personale su LA7, ha ammesso di aver votato Lega Nord – anche se solo in una delle due Camere – alle elezioni politiche del 1996. Il voto al partito leghista è stato giustificato da Travaglio come un adempimento a una promessa che aveva fatto a se stesso subito dopo aver lasciato il Giornale nel 1994: da quel momento avrebbe votato per chiunque avesse «buttato giù» Silvio Berlusconi.
Per le elezioni politiche del 2013, in un articolo pubblicato su MicroMega e anche durante le trasmissioni su La7 Servizio Pubblico di Michele Santoro e Otto e mezzo di Lilli Gruber, ha dichiarato il voto per Rivoluzione Civile di Antonio Ingroia alla Camera e per il Movimento 5 Stelle al Senato.
Per il referendum costituzionale del 2016 relativo alla riforma Renzi-Boschi, Travaglio si è schierato con il fronte del "No" e ha scritto anche un libro con le motivazioni contrarie alla riforma.
Per le elezioni politiche del 2018, l'8 marzo 2018 a Otto e mezzo di Lilli Gruber su LA7, ha dichiarato il voto per il Movimento 5 Stelle.
Per il referendum costituzionale del 2020 relativo al taglio del numero dei parlamentari, Travaglio ha dichiarato il proprio sostegno al Sì.
In occasione dell'invasione russa dell'Ucraina, si è espresso più volte contro l'invio di armi all'Ucraina da parte dei Paesi dell'EU.

## Inchieste
Numerosi suoi lavori sono stati successivamente pubblicati sotto forma di libri-inchiesta: il più noto fra questi è senz'altro L'odore dei soldi (scritto con Elio Veltri, pubblicato nel 2001 e riedito nel 2009), in cui attraverso i vari atti processuali si affronta la questione delle origini delle fortune di Silvio Berlusconi. La presentazione del libro durante l'intervista che Daniele Luttazzi fece a Travaglio nel corso della sua trasmissione Satyricon su Rai 2 suscitò nel mondo della politica e nei media forti reazioni, soprattutto perché con essa venivano sollevati pubblicamente alcuni dubbi sui rapporti di Berlusconi e Dell'Utri con Cosa nostra. Tali relazioni erano rappresentate dal giornalista ripercorrendo vari atti processuali, in particolare quelli delle inchieste svolte dalla Procura di Caltanissetta sui mandanti delle stragi di Capaci e via D'Amelio (in cui erano indagati Berlusconi e Dell'Utri) e quelli sul processo a Palermo a carico di Dell'Utri per concorso esterno in associazione mafiosa (dove fu poi condannato in primo grado a nove anni di reclusione e in appello a sette anni).
Il suo libro-inchiesta e la sua intervista a Satyricon scateneranno in totale otto citazioni a giudizio nei confronti degli autori del libro Marco Travaglio ed Elio Veltri, del suo editore Editori Riuniti, nonché dei responsabili della trasmissione Daniele Luttazzi, Ballandi Entertainment (produttore del programma), Rai e Carlo Freccero (direttore di Rai 2). Gli attori Silvio Berlusconi, Forza Italia, Mediaset e l'ex Ministro delle finanze Giulio Tremonti richiederanno un risarcimento complessivo di 62 miliardi di lire e un ulteriore risarcimento (di importo non precisato) sarà richiesto da Fininvest. La magistratura stabilirà che per tutti gli otto casi in giudizio non vi è stata diffamazione e condannerà pertanto gli attori al pagamento delle spese processuali.

## Vita privata
Nel 1992, ha sposato Isabella Rossi, con cui ha avuto due figli: Alessandro (1995), rapper e musicista conosciuto con lo pseudonimo di DJ Trava, ed Elisa.

## Procedimenti giudiziari
Nel corso della sua carriera giornalistica è stato più volte querelato o citato in giudizio per quanto da lui scritto o dichiarato. Di seguito sono descritti alcuni dei procedimenti più significativi che lo hanno coinvolto:

### Sentenze favorevoli
- Dopo aver scritto assieme a Elio Veltri il libro L'odore dei soldi era stato citato in giudizio da Silvio Berlusconi per diffamazione. Nel 2005 il Tribunale civile di Roma ha stabilito che il libro non è diffamatorio e ha condannato Berlusconi a pagare le spese processuali[73][74]. Nel 2013 la sentenza è stata confermata in appello[75]. Nel 2015 è stata confermata anche in cassazione, ma le spese processuali sono state in parte compensate[76].
- In seguito all'intervista rilasciata al comico Daniele Luttazzi nel programma Satyricon è stata avviata un'azione civile per danni da parte di Mediaset contro Travaglio, Luttazzi, Rai, il direttore di Rai 2 Carlo Freccero e il produttore del programma Bibi Ballandi. Nel 2005 la causa si è risolta in primo grado con il rigetto della domanda e con la condanna per Mediaset a rifondere le spese processuali[71]. Nel 2011 la sentenza è stata confermata in appello[30]. Il 20 gennaio 2015 la Cassazione ha confermato la sentenza di appello.[76]
- Nel 2005 Cesare Previti ha citato in giudizio Travaglio per una presunta diffamazione nei suoi confronti e nei confronti di Silvio Berlusconi nell'articolo comparso nella rubrica Bananas de l'Unità il 19 aprile 2005. Nel 2007 il tribunale civile di Roma ha rigettato la domanda di Previti e lo ha condannato a rifondere le spese processuali[77].
- Nel giugno 2008 è stato condannato dal Tribunale di Roma in sede civile, assieme al direttore de l'Unità, Antonio Padellaro, e a Nuova Iniziativa Editoriale, al pagamento di 12 000 euro e al pagamento di 6 000 euro di spese processuali per un articolo sulla giornalista del TG1 Susanna Petruni. L'articolo descriveva la giornalista come personaggio servile verso il potere e parziale nei suoi resoconti politici. «La pubblicazione - si legge nella sentenza - difetta del requisito della continenza espressiva e pertanto ha contenuto diffamatorio»[78]. Nel 2014 la Corte d'appello ribalta la sentenza del Tribunale di Roma accogliendo l'appello di Travaglio e Padellaro, perché l'articolo incriminato esercitava ‘il diritto di cronaca giornalistica nel rispetto della verità”[79].
- Il 6 febbraio 2009 Travaglio, Lucio Caracciolo e Paolo Flores d'Arcais ottengono dal Tribunale di Roma il risarcimento dei danni per la causa per diffamazione intentatagli dal deputato Cesare De Piccoli, per via di un intervento di Marco Travaglio al convegno Proposte per un arcobaleno di pulizia morale, tenutosi a Roma il 14 gennaio 2006 e anche per l'articolo I sommersi ed i salvati, pubblicato su Micromega del marzo 2006, in cui si rivelava che De Piccoli sarebbe stato in possesso di conti in Svizzera, sui quali gli sarebbe stata accreditata una somma di duecento milioni di lire da parte della FIAT[80].
- Nel maggio 2009 la Cassazione conferma un proscioglimento sancito l'11 dicembre 2008 dal GIP di Roma, relativo a un'indagine per presunta diffamazione ai danni di Fabrizio Del Noce, attraverso la pubblicazione di un articolo su l'Unità del 6 marzo 2007[81][82], condannando il querelante al pagamento delle spese processuali ed a 1 500 euro di ammenda.[83]
- Il 9 dicembre 2009 il gip di Roma ha disposto l'archiviazione della causa per diffamazione a mezzo stampa intentata da Cesare Geronzi contro Marco Travaglio[84], accusato di aver «fornito un'immagine del querelante come persona responsabile di molteplici reati» travalicando «ogni limite nella corretta informazione» e ponendo in essere un pesante attacco «mediante la prospettazione di notizie in parte false e in parte maliziosamente rappresentative», nel suo intervento alla trasmissione Annozero del 1º novembre 2007, nella puntata Arrivano i mostri.[85]
- Il 30 gennaio 2013 il tribunale civile di Roma condanna Mediaset e RTI a risarcire la somma di 30.000 euro a Marco Travaglio e Antonio Padellaro in seguito all'ingiusto processo a loro carico riguardo ad un articolo de Il Fatto Quotidiano del 19 settembre 2010[86].
- Il 28 aprile 2009 è stato condannato in primo grado dal Tribunale penale di Roma per il reato di diffamazione ai danni dell'allora direttore di Raiuno, Fabrizio Del Noce, perpetrato mediante un articolo pubblicato su L'Unità dell'11 maggio 2007[87][88]. A fine maggio 2009 viene definitivamente prosciolto in Cassazione dall'accusa di diffamazione. La Corte, oltre aver respinto il ricorso, ha condannato Fabrizio Del Noce al pagamento delle spese processuali e a versare 1500 euro alla cassa delle ammende.[89]
- Il 5 febbraio 2022 è condannato ad una multa di 3.000€, accusato di diffamazione nei confronti del sindaco di Milano Giuseppe Sala. La vicenda riguarda alcune affermazioni che Travaglio aveva fatto durante una puntata della trasmissione Otto e mezzo nel giugno 2018, dopo che sul quotidiano era stato pubblicato un articolo su un finanziamento da 50mila euro per la campagna elettorale del 2016 di Sala da parte del costruttore Luca Parnasi e insinuando che quel finanziamento non fosse trasparente. A giugno 2023 la condanna è confermata in Appello.[90][91] Il 24 febbraio 2024 è stato però assolto dalla Corte di Cassazione.[92]
- Il 3 febbraio 2023 il Tribunale di Firenze ha assolto Travaglio dall'accusa di danni morali, esistenziali, patrimoniali e non patrimoniali intentata contro di lui da Matteo Renzi per essere apparso pubblicamente nella trasmissione Tagadà su LA7 con alle spalle un rotolo di carta igienica con la faccia di Renzi stampata sopra e un cartello che affermava "attenzione, puzza di merda" poco sopra. Renzi è stato inoltre condannato a 42.000 euro di risarcimento nei confronti di Travaglio per abuso dello strumento processuale e a 30.641 euro di spese processuali, oneri accessori ed IVA.[93]

### Procedimenti estinti per remissione della querela
- Dal 2004 è stato oggetto di un procedimento penale per il reato di diffamazione aggravata dal mezzo della stampa, a seguito degli articoli M'illumino d'incenso e Zitti e Vespa, pubblicati sul quotidiano l'Unità nei giorni 12 marzo e 6 maggio di quello stesso anno. Il procedimento ai danni del giornalista si è concluso nel 2008 dopo che la persona offesa, il giornalista Antonio Socci, ha deciso di rimettere la querela[94] a seguito delle scuse pubbliche di Travaglio.[95]

### Procedimenti con condanna penale definitiva
- Nel gennaio 2010 la Corte d'Appello penale di Roma lo ha condannato a 1 000 euro di multa per il reato di diffamazione aggravato dall'uso del mezzo della stampa, ai danni di Cesare Previti[96]. Il reato, secondo il giudice monocratico, era stato commesso mediante l'articolo Patto scellerato tra mafia e Forza Italia pubblicato su L'Espresso il 3 ottobre 2002[97]. La sentenza d'appello riforma la condanna dell'ottobre 2008 in primo grado inflitta al giornalista a 8 mesi di reclusione e 100 euro di multa[98]. In sede civile, a causa del predetto reato, Travaglio era stato condannato in primo grado, in solido con l'allora direttrice della rivista Daniela Hamaui, al pagamento di 20 000 euro a titolo di risarcimento del danno in favore della vittima del reato, Cesare Previti[99]. Il 23 febbraio 2011 la condanna per diffamazione confermata in appello per il processo Previti sarebbe caduta in prescrizione[100], che tuttavia non scatterà in ragione dell'inammissibilità del ricorso in Cassazione presentato da Travaglio[101]. Ritenendo che fosse stata lesa la sua libertà di parola, Travaglio ha presentato ricorso davanti alla Corte europea dei diritti dell'uomo di Strasburgo, che, nel 2017, stabilì che l'articolo Patto scellerato tra mafia e Forza Italia era effettivamente diffamatorio, essendo l'intercettazione riportata "essenzialmente fuorviante e confutata dal resto della dichiarazione non inclusa dal ricorrente nell'articolo".[102]

### Procedimenti penali in corso
- Il 15 febbraio 2017 il giornale Il Fatto Quotidiano, diretto da Marco Travaglio, è stato condannato in primo grado dal tribunale di Roma per diffamazione nei confronti di Giuliano Amato. La sentenza afferma che negli articoli del Fatto, a firma di Marco Travaglio: "non può non riconoscersi la sussistenza del reato di diffamazione aggravata a mezzo stampa, sussistendone gli elementi oggettivo e soggettivo, che, come noto, il giudice civile può accertare in via incidentale".[103]
- In data 6 giugno 2022 è stata resa nota la sentenza del Tribunale di Padova, in base alla quale sono stati ritenuti colpevoli del reato di diffamazione nei confronti della Presidente del Senato Maria Elisabetta Alberti Casellati i giornalisti de Il Fatto Quotidiano, Marco Travaglio, Ilaria Proietti e Carlo Tecce. Il tribunale di Padova ha infatti accertato la responsabilità dei tre giornalisti "per il carattere diffamatorio, nei limiti e per le ragioni esposte in parte motiva, degli articoli del 17-11-2019 a firma Carlo Tecce, del 20-6-2020 a firma Ilaria Proietti, del 10-12-2019 a firma Marco Travaglio, nonché degli articoli dell'11-12-2019 e del 12-12-2019". La società editrice e i tre giornalisti dovranno pagare all'esponente di Forza Italia 25mila euro a titolo di risarcimento danni. Poi c'è la riparazione pecuniaria: condannati al versamento di 2mila euro ciascuno Travaglio e Proietti e di mille euro Tecce. Inoltre il rimborso delle spese legali: 940,90 euro più 7mila e 254 euro di onorari, oltre a Iva, Cpa e 15% di rimborso spese generali. Infine è prevista la pubblicazione della sentenza sul Corriere della Sera, Il Fatto Quotidiano, Il Gazzettino e Il Mattino, a cura e spese dei condannati[104][105].
- Il 16 novembre 2018, in un procedimento (relativo alle parole pronunciate nel corso di un'ospitata nella trasmissione Otto e mezzo), Travaglio è stato condannato dal Tribunale di Firenze al pagamento di 50 000 euro per diffamazione nei confronti di Tiziano Renzi[106]. Travaglio disse che “Il padre del capo del governo si mette in affari o s’interessa di affari che riguardano aziende controllate dal governo”. Travaglio dichiara nel suo editoriale su Il Fatto Quotidiano del 17 novembre 2018 che "Tiziano Renzi era ed è indagato dalla Procura di Roma per traffico d’influenze illecite con la Consip, società controllata dal governo, ai tempi in cui il premier era il figlio Matteo" e che "Tiziano Renzi si era messo in affari con un'altra società partecipata dal governo, Poste Italiane, ottenendo per la sua “Eventi 6” un lucroso appalto per distribuire le Pagine Gialle nel 2016". Dichiara inoltre di non avere avuto notizia alcuna del processo in corso contro di lui, e di non essere stato quindi in grado di difendersi[107]. A febbraio 2024 la cassazione annulla la sentenza di condanna e rimanda tutto alla Corte d'Appello di Firenze[108][109].

### Sentenze di condanna in sede civile
- Nel 2000 è stato condannato in sede civile[110][111], dopo essere stato citato in giudizio da Cesare Previti a causa di un articolo in cui Travaglio aveva definito Previti «futur[o] client[e] di procure e tribunali» su L'Indipendente, Previti era effettivamente indagato ma a causa dell'impossibilità da parte dell'avvocato del giornale di presentare le prove in difesa di Travaglio in quanto il legale non era retribuito, il giornalista fu obbligato al risarcimento del danno quantificato in 79 milioni di lire.[112][113]
- Il 4 giugno 2004 è stato condannato dal Tribunale di Roma in sede civile a un totale di 85 000 euro (più 31 000 euro di spese processuali) per un errore contenuto nel libro La Repubblica delle banane scritto assieme a Peter Gomez e pubblicato nel 2001; in esso, a pagina 537, si attribuiva erroneamente all'allora neo-parlamentare di Forza Italia, Giuseppe Fallica, una condanna per false fatture che aveva invece colpito un omonimo funzionario di Publitalia. L'errore era poi stato trasposto anche su L'Espresso, il Venerdì di Repubblica e La Rinascita della Sinistra, per cui la condanna in solido, oltreché alla Editori Riuniti, è stata estesa anche al gruppo Editoriale L'Espresso. Nel 2009, dopo il ricorso in appello, la pena è stata ridotta a 15 000 euro.[114]
- Il 5 aprile 2005 è stato condannato dal Tribunale di Roma in sede civile, assieme all'allora direttore de l'Unità, Furio Colombo, al pagamento di 12 000 euro più 4 000 di spese processuali a Fedele Confalonieri (Mediaset) dopo averne associato il nome ad alcune indagini per ricettazione e riciclaggio, reati per i quali, invece, non era risultato inquisito[78]. Travaglio in un articolo dichiarerà che aveva scritto che "era coimputato con Berlusconi, ma usando un’espressione giudicata insufficiente a far capire che lo era per un reato diverso da quello contestato al Cavaliere".[115]
- Il 20 febbraio 2008 il Tribunale di Torino in sede civile lo ha condannato a risarcire Fedele Confalonieri e Mediaset con 26 000 euro, a causa di una critica ritenuta «eccessiva» nell'articolo Piazzale Loreto? Magari pubblicato nella rubrica Uliwood Party su l'Unità il 16 luglio 2006.[116]
- Il 21 ottobre 2009 è stato condannato in Cassazione (Terza sezione civile, sentenza 22190) al risarcimento di 5 000 euro nei confronti del giudice Filippo Verde che era stato definito «più volte inquisito e condannato» nel libro Il manuale del perfetto inquisito, affermazioni giudicate diffamatorie dalla Corte in quanto riferite «in maniera incompleta e sostanzialmente alterata» visto il «mancato riferimento alla sentenza di prescrizione o, comunque, la mancata puntualizzazione del carattere non definitivo della sentenza di condanna, suscitando nel lettore l'idea che la condanna fosse definitiva (se non addirittura l'idea di una pluralità di condanne)»[117]. Travaglio scriverà che "avevo scritto “più volte condannato” nel senso del primo e del secondo grado, mentre il giudice ha inteso due volte condannato in via definitiva".[115]
- Il 18 giugno 2010 è stato condannato[118] dal Tribunale di Torino – VII sezione civile – a risarcire 16 000 euro al Presidente del Senato Renato Schifani (che aveva chiesto un risarcimento di 1 750 000 euro) per diffamazione avendo evocato la metafora del lombrico e della muffa a Che tempo che fa su Rai 3 il 10 maggio 2008. Il Tribunale ha invece ritenuto che le richieste di chiarimenti, da parte di Travaglio, circa i rapporti di Schifani con esponenti della mafia siciliana rientrino nel diritto di cronaca, nel diritto di critica e nel diritto di satira.[119]
- L'11 ottobre 2010 Travaglio è stato condannato in sede civile per diffamazione dal Tribunale di Marsala, per aver dato del "figlioccio di un boss" all'assessore regionale siciliano David Costa, arrestato con l'accusa di concorso esterno in associazione mafiosa e poi assolto in appello. Travaglio è stato condannato a pagare 15 000 euro[120]. Dopo l'assoluzione in primo e secondo grado, nel 2013 Costa verrà condannato a 3 anni e 8 mesi di carcere dalla Corte di Appello di Palermo per concorso in associazione mafiosa.[121]
- Il 23 gennaio 2018 è stato condannato per diffamazione dal Tribunale di Roma in merito ad un editoriale su Il Fatto Quotidiano contro tre magistrati siciliani, riguardo alla latitanza di Bernardo Provenzano; la provvisionale disposta ammonta a 150 000 euro[122]. Il 15 ottobre 2013 in un articolo intitolato “La cluster-sentenza”, Travaglio scrisse: “…nelle prime 845 (pagine) non parlano del reato contestato ai loro imputati: cioè la mancata cattura di Provenzano” e aggiunge: “Si avventurano invece nella storia delle stragi e delle trattative del 1992-’93, oggetto degli altri due processi”; la sentenza “non si limita a incenerire le accuse del processo in cui è stata emessa ma, già che c’è, si porta avanti, e fulmina anche altri processi, possibilmente scomodi per il potere”.[123]
- Il 22 luglio 2018 il Tribunale di Roma ha condannato Travaglio per diffamazione a 30mila euro di risarcimento nei confronti della giornalista del TG1 Grazia Graziadei, per il contenuto di un articolo del 4 luglio 2010 nel quale accusava la Graziadei di avere, in un servizio andato in onda al TG1 il 3 luglio 2010, "sparato cifre a casaccio spacciandole per dati ufficiali del Ministero della Giustizia";[124] nel medesimo procedimento è stato invece assolto dalla stessa accusa nei confronti dell'ex direttore del TG1 Augusto Minzolini.[125] La Corte d'Appello di Roma ha successivamente assolto Travaglio nel 2020[126], ma nel 2022 tale assoluzione è stata annullata con rinvio dalla Corte di Cassazione; il 1° marzo 2024 la Corte d'Appello di Roma ha nuovamente condannato Travaglio per diffamazione nei confronti della Graziadei a 20mila euro di risarcimento.[127]
- Travaglio è stato citato in giudizio per diffamazione nei confronti di Tiziano Renzi (il padre di Matteo Renzi), per due editoriali su Il Fatto Quotidiano riguardanti un processo penale per bancarotta che ha visto lo stesso imputato assolto con formula piena[128]. Nel primo articolo, parlando dell'indagine in corso a Genova sulla azienda controllata dalla famiglia di Tiziano Renzi Chil Post, Travaglio aveva usato il termine "fa bancarotta"; nel secondo articolo Tiziano Renzi era stato accostato per "affarucci" a Valentino Mureddu, iscritto, secondo le cronache, alla P3. Il 22 ottobre 2018, il tribunale civile di Firenze lo ha condannato (in solido con la giornalista Gaia Scacciavillani e con la Società Editoriale Il Fatto) al pagamento di una somma di 95 000 euro a titolo di risarcimento per diffamazione[129][130].
- Il 5 giugno 2022 è condannato in primo grado per diffamazione ai danni di Maria Elisabetta Alberti Casellati.[131][132]
- Il 6 ottobre 2023 il tribunale di Firenze ha accolto la “domanda risarcitoria e, per l’effetto, condanna i convenuti Marco Travaglio e la Società editoriale il Fatto S.p.A. in solido tra loro, al pagamento in favore di Matteo Renzi della complessiva somma di 80.000,00″ ed ha accolto la domanda di pubblicazione della sentenza e per l’effetto “condanna i convenuti Marco Travaglio e la Società editoriale il Fatto S.p.A, in solido ed a loro cura e spese, alla pubblicazione del dispositivo della presente sentenza, per una sola volta, su Il Corriere della Sera, La Repubblica e La Stampa, a caratteri doppi rispetto a quelli normali, e, per una sola volta ma per almeno tre giorni, sul periodico cartaceo “Il Fatto Quotidiano” e sul periodico digitale “Il Fatto Quotidiano.it”, entro il termine di 60 giorni dalla pubblicazione della presente sentenza”.[133]

## Opere
- Storia del razzismo, collana Inserti mondo erre, ElleDiCi, 1993, ISBN 88-01-01272-1.
- Stupidario del calcio e altri sport, Biblioteca umoristica, Milano, Mondadori, 1993, ISBN 88-04-37172-2. - Collana Oscar bestsellers saggi, Mondadori, 1994.
- Palle mondiali, Biblioteca Umoristica, Milano, Mondadori, 1994, ISBN 88-04-38552-9.
- Il pollaio delle libertà. Detti, disdetti e contraddetti, collana Chicche Fuori, Prefazione di Indro Montanelli, Firenze, Vallecchi, 1995, ISBN 88-8252-046-3.
- Con Paolo Griseri e Massimo Novelli, Il processo. Storia segreta dell'inchiesta Fiat, tra guerre, tangenti e fondi neri, prefazione di Giuseppe Turani, Roma, Editori Riuniti, 1997, ISBN 88-359-4304-3. - col titolo Processo alla FIAT. Mazzette ai partiti, bilanci falsi e malaffari della prima azienda italiana. Una storia lunga e censurata, da Cesare Romiti a Luca di Montezemolo, L'Unità, 2007.
- Lucky Luciano, con Ala Sinistra e Mezzala Destra, Milano, Kaos, 2006, ISBN 88-7953-164-6. - Roma, L'Unità, 2007.
- La sentenza Andreotti, Roma, Editori Riuniti, 2000, ISBN 88-359-4846-0.
- Il manuale del perfetto impunito. Come delinquere e vivere felici, collana memorie documenti biografie, prefazione di Massimo Fini, Milano, Garzanti, 2000, ISBN 88-11-73870-9.
- Con Peter Gomez, La repubblica delle banane. Affari e malaffari di trenta potenti nelle sentenze dei giudici, Roma, Editori Riuniti, 2001, ISBN 88-359-4915-7.
- Con Elio Veltri, L'odore dei soldi. Origini e misteri delle fortune di Silvio Berlusconi, Roma, Editori Riuniti, 2001-2009, ISBN 978-88-359-8008-7.
- Con Gianni Barbacetto e Peter Gomez, Mani pulite, la vera storia. Da Mario Chiesa a Silvio Berlusconi, collana Primo Piano, Roma, Editori Riuniti, 2002, ISBN 88-359-5241-7. - Mani Pulite. 20 anni dopo, ed. aggiornata, Prefazione di Piercamillo Davigo, Milano, Chiarelettere, 2012, ISBN 978-88-619-0053-0; Mani Pulite. 25 anni dopo, ed. aggiornata, Roma, PaperFirst, 2017; nuova Introduzione di M. Travaglio, ed. ampliata e aggiornata, collana Principioattivo, Milano, Chiarelettere, 2022, ISBN 978-88-329-6494-3, pp. 912 - Roma, PaperFirst, 2022.
- Con Peter Gomez, Bravi ragazzi. La requisitoria Boccassini, l'autodifesa di Previti & C. Tutte le carte dei processi Berlusconi-toghe sporche, collana Primo Piano, Roma, Editori Riuniti, 2003, ISBN 88-359-5374-X.
- Con Peter Gomez, Lo chiamavano Impunità. La vera storia del caso Sme e tutto quello che Berlusconi nasconde all'Italia e all'Europa, collana Primo Piano, Roma, Editori Riuniti, 2003, ISBN 88-359-5437-1.
- Bananas. Un anno di cronache tragicomiche dallo stato semilibero di Berlusconia, Milano, Garzanti, 2003, ISBN 88-11-60027-8.
- Montanelli e il Cavaliere. Storia di un grande e di un piccolo uomo, collana Saggi, Prefazione di Enzo Biagi, Milano, Garzanti, 2004, ISBN 978-88-116-0088-6. - Nuova edizione ampliata da un saggio introduttivo inedito dell'Autore, Garzanti, 2009.
- Con Peter Gomez, Regime. Biagi, Santoro, Massimo Fini, Freccero, Luttazzi, Sabina Guzzanti, Paolo Rossi, tg, gr e giornali: storie di censure e bugie nell'Italia di Berlusconi, collana Futuropassato, Milano, BUR, 2004, ISBN 88-17-00246-1.
- Con Saverio Lodato, Intoccabili. Perché la mafia è al potere. Dai processi Andreotti, Dell'Utri & C. alla normalizzazione. Le verità occultate sui complici di Cosa Nostra nella politica e nello Stato., collana Futuropassato, Introduzione di Paolo Sylos Labini, Milano, BUR, 2005, ISBN 88-17-00537-1.
- Con Peter Gomez, L'amico degli amici. Perché Marcello Dell'Utri è stato condannato a nove anni in primo grado per concorso esterno in associazione mafiosa. La requisitoria dei PM e la memoria della difesa, collana Futuropassato, Milano, BUR, 2005, ISBN 88-17-00707-2.
- Con Peter Gomez, Inciucio. Come la sinistra ha salvato Berlusconi. La grande abbuffata RAI e le nuove censure di regime, da Molière al caso Celentano. L'attacco all'Unità a l'assalto al Corriere, collana Futuropassato, (Prefazione di Giorgio Bocca), Milano, BUR, 2005, ISBN 88-17-01020-0.
- Berluscomiche. Bananas 2 la vendetta: le nuove avventure del Cavalier Bellachioma dal kapò al kappaò, Milano, Garzanti, 2005, ISBN 88-11-59765-X.
- Con Peter Gomez, Le mille balle blu. Detti e contraddetti, bugie e figuracce, promesse e smentite, leggi vergogna e telefonate segrete dell'uomo che da dodici anni prende in giro gli italiani: Napoleone Berlusconi, collana Futuropassato, Milano, BUR, 2006, ISBN 88-17-00943-1.
- Con Peter Gomez, Onorevoli Wanted. Storie, sentenze e scandali di 25 pregiudicati, 26 imputati, 19 indagati e 12 miracolati eletti dal popolo italiano, collana Primo Piano, Roma, Editori Riuniti, 2006, ISBN 88-359-5772-9.
- La scomparsa dei fatti. Si prega di abolire le notizie per non disturbare le opinioni, Il Saggiatore tascabili e Collana Saggi n.60, Milano, Il Saggiatore, 2006 e 2008, ISBN 978-88-565-0050-9.
- Con Peter Gomez, E continuavano a chiamarlo Impunità. Ma è proprio vero che è stato sempre assolto? Come sono finiti i processi a Berlusconi & C, collana Primo Piano, Roma, Editori Riuniti, 2007, ISBN 978-88-359-5965-6.
- Uliwood Party Figure e figurine, figuri e figuracce del primo anno di centro-sinistra(-destra), Milano, Garzanti, 2007, ISBN 978-88-11-60065-7.
- Con Gianni Barbacetto e Peter Gomez, Mani sporche. [2001-2007. Così destra e sinistra si sono mangiati la II Repubblica], Milano, Chiarelettere, 2007, ISBN 978-88-6190-002-8.
- Con Peter Gomez, Se li conosci li eviti. Raccomandati, riciclati, condannati, imputati, ignoranti, voltagabbana, fannulloni del nuovo Parlamento, Milano, Chiarelettere, 2008, ISBN 978-88-6190-054-7.
- Con Peter Gomez e Marco Lillo, Il bavaglio. Bloccare i processi, cancellare l'informazione, difendersi con l'impunità. Ecco perché Berlusconi sta preparando il bavaglio, Milano, Chiarelettere, 2008, ISBN 978-88-6190-062-2.
- Per chi suona la banana. Il suicidio dell'Unione Brancaleone e l'eterno ritorno di Al Tappone, Milano, Garzanti, 2008, ISBN 978-88-11-74097-1.
- Promemoria. 15 anni di storia d'Italia ai confini della realtà (con DVD), Bologna, Promo music, 2009, ISBN 978-88-902950-6-5.
- Con Vauro e con la partecipazione di Beatrice Borromeo, Italia Annozero, Milano, Chiarelettere, 2009, ISBN 978-88-6190-051-6.
- Con Peter Gomez e Marco Lillo, Papi. Uno scandalo politico, Milano, Chiarelettere, 2009, ISBN 978-88-6190-063-9.
- Sangue e cemento. Le domande senza risposta sul terremoto in Abruzzo (con DVD), Roma, Editori Riuniti, 2009, ISBN 978-88-359-8010-0.
- Con Pino Corrias e Peter Gomez, Voglio scendere. Agenda 2010, Milano, Chiarelettere, 2009, ISBN 978-88-6190-090-5.
- Ad personam. 1994-2010: così destra e sinistra hanno privatizzato la democrazia, Milano, Chiarelettere, 2010, ISBN 978-88-6190-104-9.
- Colti sul Fatto. Nani e pagliacci, muffe e lombrichi di fine regime sul «Fatto Quotidiano», collana Saggi, Prefazione di Barbara Spinelli, Milano, Garzanti, 2010, ISBN 978-88-11-60119-7.
- BerlusMonti. 2010-2012. Venne il diluvio universale, l'Italia affogò, ma sull'arca dei tecnici uno solo si salvò: il solito, Milano, Garzanti, 2012, ISBN 978-88-11-60150-0.
- Con Pino Corrias e Renato Pezzini, L'illusionista. Ascesa e caduta di Umberto Bossi, Milano, Chiarelettere, 2012, ISBN 978-88-6190-367-8.
- Con Barbacetto, Gomez, Malagutti, Mascali, Meletti, Milosa, Padellaro e Vecchi, Roberto Forchettoni. Dal voto di povertà (e castità) agli yacht. Vita e imprese del governatore Celeste, Roma, Il Fatto Quotidiano, 2012,  p. 187.
- Tutti a casa. La vera antipolitica è la politica, collana Original, Milano, Chiarelettere, 2012, ISBN 978-88-619-0364-7.
- Lo Stato Montificio. Storia del 2012, l’anno dei tecnici. Tutta da ridere (per non piangere), Roma, Il Fatto Quotidiano, 2012.
- Viva il Re! Giorgio Napolitano, il presidente che trovò una repubblica e ne fece una monarchia, Milano, Chiarelettere, 2013, ISBN 978-88-6190-484-2.
- È Stato la mafia. Tutto quello che non vogliono farci sapere sulla trattativa e sulla resa ai boss delle stragi, collana Reverse, Milano, Chiarelettere, 2014, ISBN 978-88-6190-477-4.
- Slurp. Dizionario delle lingue italiane. Lecchini, cortigiani e penne alla bava al servizio dei potenti che ci hanno rovinati, collana Principioattivo, Milano, Chiarelettere, 2015, ISBN 978-88-6190-635-8.
- Con Silvia Truzzi, Perché NO. Tutto quello che bisogna sapere sul Referendum d'autunno contro la schiforma Boschi-Verdini., a cura di A. Zardetto, Roma, Paper First, 2016, ISBN 978-88-99784-03-4.
- B. Come Basta! Fatti e misfatti, disastri e bugie, leggi vergogna e delitti (senza castighi) dell'ometto di Stato che vuole ricomprarsi l'Italia per la quarta volta, Roma, Paper First, 2018,  p. 400, ISBN 978-88-99784-26-3.
- Con Marco Lillo, Padrini fondatori. La sentenza sulla trattativa Stato-mafia che battezzò col sangue la Seconda Repubblica, Roma, Paper First, 2018, ISBN 978-88-99784-30-0.
- Bugiardi senza gloria. Tutto quello che ci ha fatto credere la stampa dei padroni (e non era vero), Roma, Paper First, 2020, ISBN 978-88-997-8484-3.
- I segreti del Conticidio. Il "golpe buono" e il "governo dei migliori", Prefazione di Barbara Spinelli, Roma, Paper First, 2021, ISBN 978-88-314-3140-8.
- Indro: il 900. Racconti e immagini di una vita straordinaria, collana Saggi italiani, Milano, Rizzoli, 2021, ISBN 978-88-171-5920-3.
- Scemi di guerra. La tragedia dell’Ucraina, la farsa dell’Italia. Un paese pacifista preso in ostaggio dai nopax, Roma, Paper First, 2023, ISBN 979-12-554-3010-0.
- Il Santo. Beatificano B. per continuare a delinquere. Il libro definitivo per non dimenticare nulla, Roma, Paper First, 2023,  p. 528, ISBN 979-12-554-3050-6.
- Israele e i palestinesi in poche parole, Roma, Paper First, 2023, ISBN 979-12-554-3042-1.
- Ucraina, Russia e Nato in poche parole, Roma, Paper First, 2024, ISBN 979-12-554-3051-3.

### Curatele

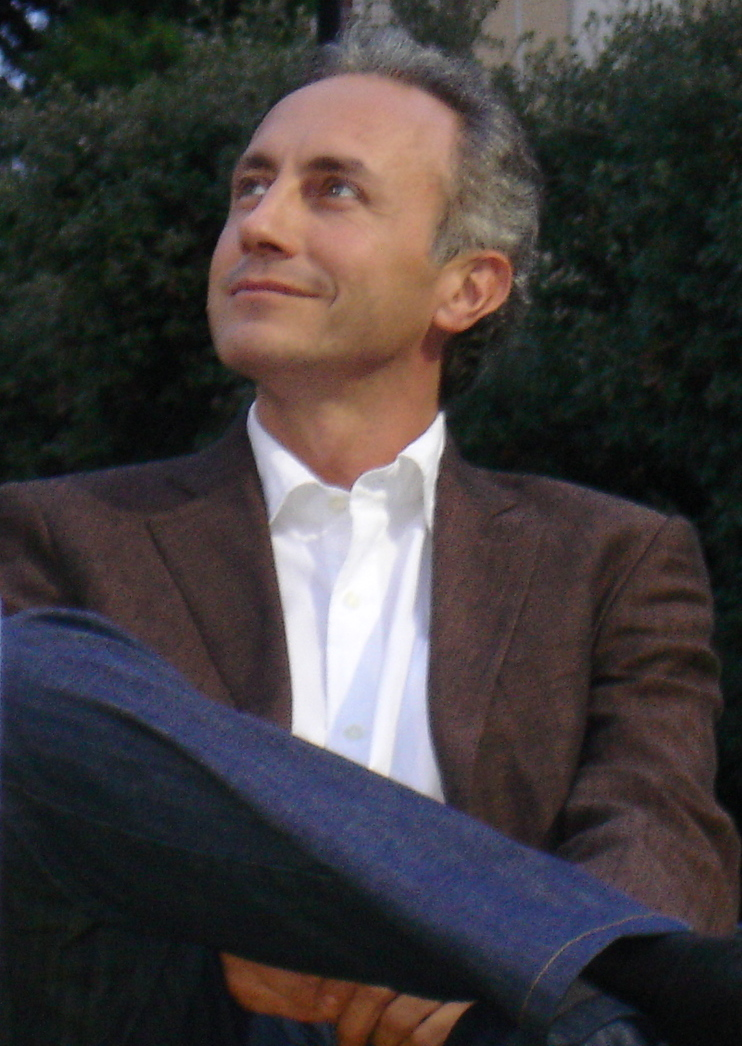
Travaglio presenta Bavaglio nel 2008

- Valentino Castellani, Il mestiere di sindaco. Ricominciare dalle città, a cura di M. Travaglio, Milano, Cantiere Italia, 1996. ISBN 88-8195-000-6.

### Interviste in volume
- Marcello Maddalena, Meno grazia più giustizia, conversazione con Marco Travaglio, Roma, Donzelli, 1997. ISBN 88-7989-317-3.
- Gloria Bardi, Giustizia e impunità. Interviste a Antonio Di Pietro e Marco Travaglio, Genova, Frilli, 2003. ISBN 88-87923-70-1.
- Claudio Sabelli Fioretti, Il rompiballe, Reggio Emilia, Aliberti, 2008. ISBN 978-88-7424-267-2.
- Claudio Sabelli Fioretti, Il rompiballe. Un anno dopo, Reggio Emilia, Aliberti, 2009. ISBN 978-88-7424-502-4.

### Prefazioni
- Fabri Fibra, Dietrologia: I soldi non finiscono mai, Milano, Rizzoli Editore, 2011
- Andrea Scanzi, Ve lo do io Beppe Grillo, Milano, Mondadori, 2012
- Nicola Biondo e Sigfrido Ranucci, Il Patto. La trattativa fra Stato e mafia nel racconto inedito di un infiltrato, Milano, Chiarelettere, 2014
- Davide Vecchi, L'intoccabile: Matteo Renzi. La vera storia, Milano, Chiarelettere, 2014
- Davide Vecchi, Matteo Renzi. Il prezzo del potere, Milano, Chiarelettere, 2016
- Vincenzo Imperatore, Ugo Biggeri, Il sacco Bancario, Milano, Chiarelettere, 2017
- Andrea Scanzi, Renzusconi. L'allievo ripetente che (non) superò il maestro, Roma, PaperFirst, 2017
- Sebastiano Ardita e Piercamillo Davigo, Giustizialisti, così la politica lega le mani alla magistratura, Roma, Paperfirst, 2017
- Davide Vecchi, Lady Etruria, Roma, PaperFirst, 2018
- Salvatore Borsellino et al., La repubblica delle stragi, Roma, PaperFirst, 2018
- Fabio Mini e Franco Cardini, Ucraina. La guerra e la storia, Roma, PaperFirst, 2022
- Giacomo Salvini, Fratelli di chat, Roma, PaperFirst, 2025

### DVD
- Passaparola Vol. 1. Ci pisciano addosso e ci dicono che piove. (2008, Casaleggio Associati, Collana Passaparola, ISBN 978-88-903084-2-0).
- Passaparola Vol. 2. Senza Stato, né legge. (2008, Casaleggio Associati, Collana Passaparola, ISBN 978-88-903084-3-7)
- Passaparola Vol. 3. Mafiocrazia. (2009, Casaleggio Associati, Collana Passaparola, ISBN 978-88-903084-4-4).
- Passaparola Vol. 4. Io so. (2009, Casaleggio Associati, Collana Passaparola, ISBN 978-88-903084-5-1).
- Passaparola Vol. 5. Gli sciacalli dell'informazione. (2009, Casaleggio Associati, Collana Passaparola).
- Promemoria. 15 anni di storia d'Italia ai confini della realtà. Con DVD. (Bologna, 2009, Promo Music - Corvino Meda Editore ISBN 978-88-902950-6-5).
- Sangue e cemento. Le domande senza risposta sul terremoto in Abruzzo. Con DVD (Marco Travaglio e Vauro, 2009, Editori Riuniti, ISBN 88-359-8010-0)
- Democrazya. Diario politico di un anno italiano. (2009, Casaleggio Associati, Collana Passaparola, ISBN 978-88-96337-01-1).
- Paolo Borsellino. L'intervista nascosta. (con presentazione di Marco Travaglio, 2009, Il Fatto Quotidiano).
- Berluscoma 2010. Il tramonto della Seconda Repubblica. (2010, Casaleggio Associati, Collana Passaparola, ISBN 978-88-96337-07-3).
- Silenzio, si ruba. Il diario politico del 2011 raccontato attraverso gli interventi settimanali a Passaparola. (2011, Chiarelettere, Collana DVD, ISBN 978-88-6190-232-9).
- È Stato la mafia - tutto quello che non vogliono farci sapere sulla trattativa e sulla resa ai boss delle stragi, cofanetto libro+DVD, Chiarelettere, Milano, I ed. 8 maggio 2014.
- Perché NO - Tutte le bugie del Referenzum. Uno spettacolo contro il silenzio delle TV (2016, allegato a Il Fatto Quotidiano)

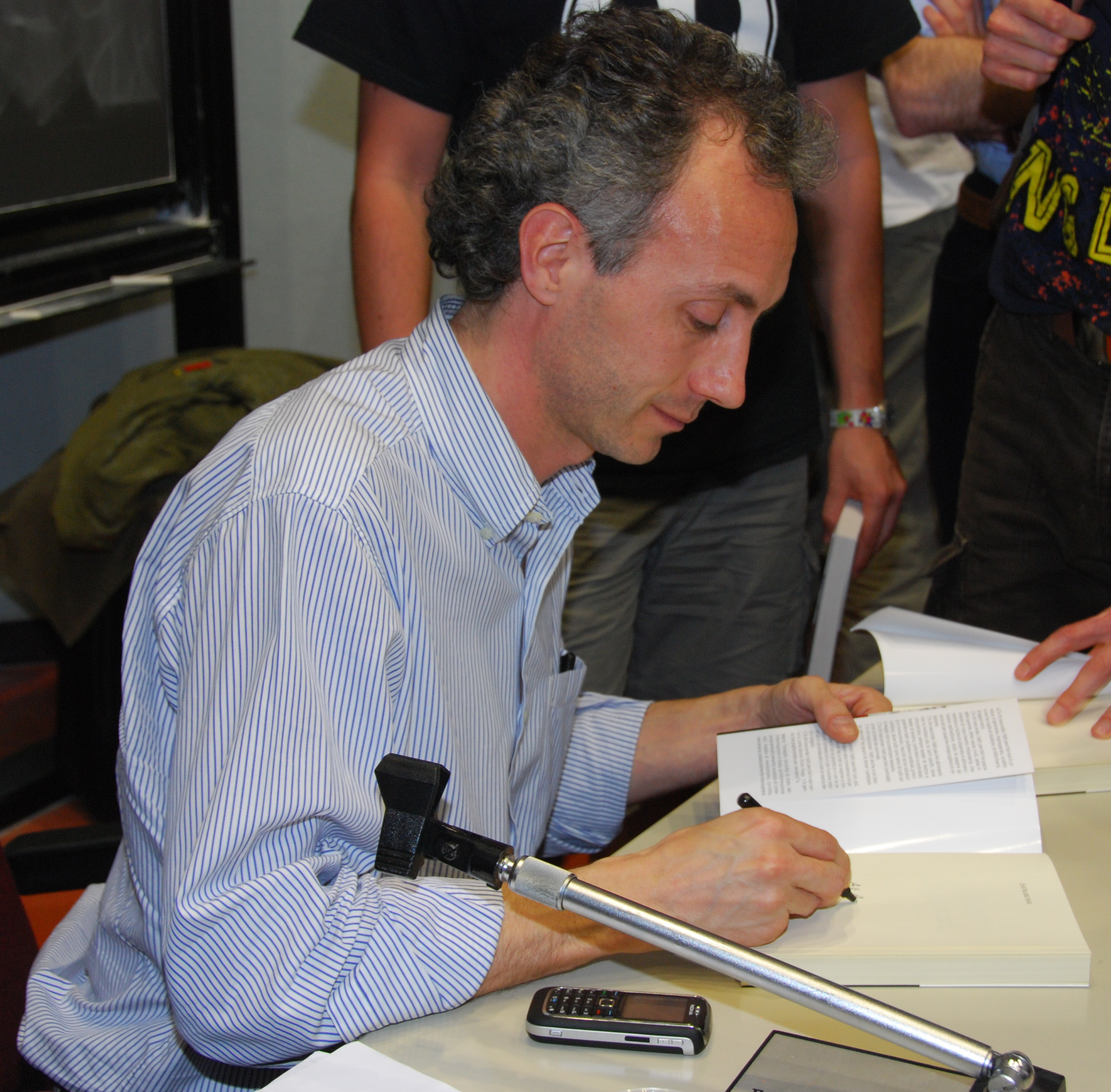
Travaglio autografa la copia di un suo libro nel 2007

### Teatro
- Promemoria - Quindici anni di storia d'Italia (2009-2010)
- Anestesia totale - Il primo spettacolo (poco spettacolare) del dopo-B (2011)
- È Stato la Mafia (2013-2014)
- Slurp - Lecchini e cortigiani & penne alla bava. La stampa al servizio dei potenti che ci hanno rovinati (2015-2016-2017)
- Perché NO - Tutte le bugie del Referenzum (2016)
- Ball Fiction (2019)
- Il Conticidio dei Migliori (2022)
- I migliori danni della nostra vita (2023)

### Cinema
- Passione sinistra, regia di Marco Ponti (2013) - cameo nel ruolo di se stesso
- Il venditore di medicine, regia di Antonio Morabito (2014)

### Televisione
- Balle spaziali